# Hit Comics
Hit Comics war der Name mehrerer Comic-Publikationen verschiedener Comicverlage.

## Angloamerikanischer Raum

### Quality Comics
In den Vereinigten Staaten veröffentlichte Quality Comics von 1940 bis 1950, im sog. Goldenen Zeitalter der Comics, 65 Ausgaben der Superhelden-Serie Hit Comics. Dabei wurden u. a. Figuren wie Red Bee und Kid Eternity eingeführt. Diese Charaktere wurden, zusammen mit anderen, beim Ende des Verlages 1956 von DC Comics übernommen.

## Deutscher Sprachraum

### Bildschriftenverlag
→ Siehe auch: Liste der Marvel-Comicserien beim BSV
Der Bildschriftenverlag aus Aachen startete im September 1966 die erste Hit Comics-Serie, in der erstmals Comichelden des Marvel-Verlags auf Deutsch veröffentlicht wurden, wobei zunächst Spider-Man (damals Die unbesiegbare Spinne) und Die Fantastischen Vier zum Abdruck kamen. Die Nummerierung der Comics hatte jedoch nichts mit den amerikanischen Originalen gemein. Die erste Ausgabe der unbesiegbaren Spinne war beispielsweise die Nummer 29 von Amazing Spider-Man. Später folgten noch weitere Serien wie Die Rächer, X-Men (X-Männer) und Hulk (Halk). Dabei wurden die Hefte zunächst bis zur Ausgabe 153 (1970) fortlaufend nummeriert. In der Folge erhielten die Marvel-Helden ihre eigenen Serien, wobei versucht wurde, den Titel Hit Comics beizubehalten und an die bisherige Nummerierung anzuknüpfen; die entstandenen Serien hießen z. B. Hit Comics – Die Spinne. Mit Nummer 250 verschwand der bisherige Heftname und es erfolgte bis zur letzten Ausgabe 254 (Anfang 1973) eine Umbenennung in Superhelden. Bei der Publikationsgeschichte der Hit Comics beim BSV sprechen Fans heute aufgrund der Unübersichtlichkeit von fünf verschiedenen Phasen.

### Karicartoon Verlag/JNK-Verlag

#### Comicmagazin
Zum Jahresanfang 1998 erschien beim Karicartoon Verlag das zweimonatliche (später zwischenzeitlich auch monatliche) Magazin Hit Comics, welches als Fachmagazin über Comics mit dem Schwerpunktthema Superhelden berichtete und seinen Serientitel von der BSV-Serie entlehnte. Dabei wurde im vergleichbarer Weise, wie es vom damals eingestellten Magazin Comixene bekannt war, veröffentlicht. Der Inhalt erstreckte sich von Neuigkeiten aus dem Comic-Bereich über Berichte und Besprechungen von Neuerscheinungen und Comicmessen bis hin zu Preislisten und Comics selbst. Dabei wurden als Hit Comics Sonderausgaben auch Einzelhefte verschiedener Verlage beigeheftet. Außerdem erschienen Spezialausgaben zu den X-Men (1998) und Superman (1999) und ein Hit Comics Handbuch (2002). Die Heftredaktion führte außerdem als Publikumspreis jährlich von 1999 bis 2002 eine Abstimmung in verschiedenen Kategorien unter den Lesern durch. Anschließend wurde an die Gewinner der Goldene Ventilatorknabe vergeben. Dabei wurden u. a. die besten deutschsprachigen und internationalen Zeichner und Autoren von Comics gesucht. Mit der Nummer 26 (Mai 2001) übernahm der Hit Comics Verlag, der spätere Verlag Jurgeit, Krismann & Nobst (kurz JNK), die Herausgabe des Heftes. Im September 2002 war mit Nummer 34 das Ende der Serie als Comicmagazin gekommen. Der Verlag führte anschließend ab 2003 das Fachmagazin Comixene weiter, welches 2012 bei ihm wieder eingestellt wurde.

#### Comicheft
Von 2004 bis 2006 und den Ausgaben 35 bis 39 wurde die Reihe vom JNK-Verlag fortgeführt, es wurden aber Image-Comics zu Savage Dragon, Powers und The Pro (Die Schlampe) abgedruckt. In dieser Zeit erschienen weiterhin Sonderausgaben und zudem aus Anlass der Verfilmung ein drittes Spezial zu Hellboy (2004), welches im Gegensatz zu den beiden ersten Ausgaben dieser Reihe ein reines Comicheft war. Bei JNK wurde Mitte 2010 mit Comix wieder ein (zu Beginn) monatlich erscheinendes Comicheft im Magazinformat mit wechselndem Inhalt gestartet; die Reihe wurde im Herbst 2017 nach 54 Ausgaben eingestellt.

### ilovecomics Verlag
Im September 2019 startete der Verlag ilovecomics eine neue Reihe mit dem Titel Hit Comics, wobei etwa alle vier Monate eine neue Heftausgabe erscheint. Inhaltlich wechseln sich die US-Reihen Black Cat (dt. Schwarze Katze; Reihe von Harvey Comics) und Doll Man (Reihe von Quality Comics) ab. Die Geschichten wurden im Original in den 1940ern, d. h. im Goldenen Zeitalter, veröffentlicht.